# 162 v.Chr.
162 v.Chr. is een jaartal volgens de christelijke jaartelling.

## Gebeurtenissen

### Italië
- De Romeinse afgezant Gnaeus Octavius wordt na een diplomatieke missie in Laodicea (Syrië) vermoord. De Romeinen veroveren het binnenland van Corsica.

### Palestina
- Judas de Makkabeeër accepteert een wapenstilstand met de Seleuciden, de Joden eisen echter religieuze vrijheid en de onafhankelijkheid van Judea.

### Perzië
- Antiochus V Eupator wordt na een regering van twee jaar, door zijn oom Demetrius I vermoord. Hiermee begint een dynastieke strijd en het verval van het Seleucidenrijk.
- Demetrius I Soter (162 - 150 v.Chr.) weet met steun van de Griekse historicus, Polybius, als politiek gijzelaar uit Rome te ontsnappen en zijn rechtmatige plaats als koning van de Seleuciden op de troon te heroveren.

### Rusland
- In Kaukasisch Iberië overlijdt Saurmag I, heerser van het oude koninkrijk Georgië. Hij wordt opgevolgd door zijn schoonzoon Mirian I.

## Geboren
- Ptolemaeus VII Neos Philopator (~162 v.Chr. - ~145 v.Chr.), farao van Egypte

## Overleden
- Antiochus V Eupator (~173 v.Chr. - ~162 v.Chr.), koning van het Seleucidenrijk (Syrië) (11)